# Tagamõisa (Kihelkonna)
Tagamõisa – wieś w Estonii, w prowincji Sarema, w gminie Kihelkonna.